# Politique au Sri Lanka
Le Sri Lanka est une république présidentielle, où le président est à la fois chef d'État et chef du gouvernement. Le pouvoir exécutif est aux mains du gouvernement tandis que le pouvoir législatif est partagé entre le gouvernement et le parlement. Le pouvoir judiciaire est indépendant de l’exécutif et du législatif.
Le pays applique le système de Westminster et applique donc le bipartisme, avec un parti au pouvoir, et un chef de l'opposition.

## Histoire politique
Lors de son indépendance en 1948, la colonie britannique de Ceylan devient un dominion du Commonwealth : la couronne britannique étant déjà représentée par un gouverneur général dans le Ceylan britannique, ce poste est reconduit. De 1948 à 1972, le parlement fut bicaméral, et tous les pouvoirs étaient conférés au Premier ministre, qui était élu grâce aux élections législatives.
En 1972, le Dominion de Ceylan devient la République démocratique socialiste du Sri Lanka grâce à la Première Ministre, Sirimavo Bandaranaike. Le pays reste membre du Commonwealth of Nations, mais ne sera plus l'un de ses royaumes. La constitution de 1972 instaure un nouveau poste de Président du Sri Lanka, mais celui-ci n'a aucun pouvoir : le dernier gouverneur général en poste, William Gopallawa, devient alors le premier président du pays, avec simplement un statut représentatif.
En 1977, les élections législatives changeront le visage politique du pays avec l'accession au poste de chef de l'opposition, un parti tamoul indépendantiste. Depuis lors, les 2 partis mastodontes du pays utiliseront des systèmes d'alliance politique pour ne plus partager le pouvoir. La droite conservatrice du parti United National Party sera représentée par le United National Front, qui deviendra le United National Front for Good Governance, et la gauche socialiste du parti Sri Lanka Freedom Party sera représentée par la People's Alliance, qui deviendra la United People's Freedom Alliance. 
En 1978, le premier ministre Junius Richard Jayewardene change la constitution de force, transfère le pouvoir exécutif du poste de Premier ministre à celui du Président, et devient le 2ème président du Sri Lanka, sans passer par des élections.
Entre 1983 à 2009, la guerre civile a lieu, et très peu d'évolutions du système politique sont à noter.
Depuis 2010 et la victoire du gouvernement contre les LTTE, l'alliance de gauche, le United People's Freedom Alliance, dont est issu le président Mahinda Rajapakse, devient la seule alliance à se présenter aux élections présidentielles.
En 2015, le président Mahinda Rajapakse avance les élections présidentielles pour tenter un troisième mandat, ce qui est inédit dans le pays. Il perdra contre son ministre de la Santé, Maithripala Sirisena. 
Les élections législatives de 2015 donnent le pouvoir à la droite, avec la victoire de l'UNFfGG, alors que le président est de gauche de l'alliance UPFA. Ce qui forme une cohabitation, la première depuis la fin de la guerre : le gouvernement accepte alors pour la deuxième fois de l'histoire du pays, une alliance tamoule au poste de Chef de l'opposition, la Tamil National Alliance.

## Pouvoir exécutif
| Fonction         | Nom                  | Parti                                                       | Depuis         |
| ---------------- | -------------------- | ----------------------------------------------------------- | -------------- |
| Président        | Maithripala Sirisena | Nava Prajathantravadi Peramuna (Nouveau front démocratique) | 9 janvier 2015 |
| Premier ministre | Ranil Wickremesinghe | Parti national uni                                          | 9 janvier 2015 |

Le président est élu pour six ans au suffrage populaire direct et répond politiquement de ses actes devant le parlement. Il peut être destitué par un vote de défiance des deux tiers des députés et avec le concours de la Cour suprême. Le président nomme le Premier ministre, généralement le leader du parti majoritaire, et les autres membres du gouvernement. Le gouvernement peut aussi faire l’objet d’un vote de défiance du parlement.

## Pouvoir législatif
Le parlement compte 225 membres élus pour six ans, dont 196 élus dans des circonscriptions à siège unique et 29 élus au système proportionnel. Le parlement peut être dissout par le président, sauf pendant la première année d’une législature.

## Pouvoir judiciaire
La Cour suprême est la plus haute juridiction sri lankaise. Le droit pénal est inspiré de la common law, le droit civil est hérité du droit romain. Le mariage, le divorce et les successions sont réglés par la loi personnelle des personnes concernées.

## Dérive autoritaire
Depuis la réélection de Mahinda Rajapakse (United People's Freedom Alliance) en 2010, les associations des droits de l'homme dénoncent le glissement vers la dictature qui s'opérerait à Sri Lanka. Ces associations dénoncent les lois qui renforcent le pouvoir de l'exécutif au détriment du parlement, l'étatisation de l'économie, les discriminations envers les tamouls, le musèlement des médias, l'emprisonnement et même la torture qui frappe les opposants, les pleins pouvoirs donnés à l'armée, la corruption, les fraudes électorales, la non réparation des dommages causés par la guerre contre les indépendantistes tamouls, les Tigres de libération de l'Îlam tamoul (1983-2009) et la guérilla marxiste du Janatha Vimukthi Peramuna (1971 et 1987-1989), et son refus de l'aide humanitaire envoyée aux camps de réfugiés tamouls.
Certains craignent même le retour à la dictature nationaliste et raciste pro-cingalaise et anti-tamoule qui dirigea le pays entre 1960 et 1987.